# Erwan Nigon
Erwan Nigon (Riom, 27 settembre 1983) è un pilota motociclistico francese ritiratosi dall'attività agonistica.

## Carriera
Nel 1999 e 2000 ha partecipato al campionato Europeo Velocità della classe 125 ottenendo un 41º posto su una Honda nella prima occasione e un 22º su una Yamaha nella seconda. Sempre senza cambiare classe si aggiudica il titolo nazionale francese nel 2001, e ha partecipato come wild card nel 2000 e nel 2001 al Gran Premio di Francia del motomondiale.
Nel 2002 passa a competere nella classe 250 e partecipa contemporaneamente al campionato europeo dove si classifica al 10º posto a bordo di una Honda e a otto prove del motomondiale 2002, inizialmente sempre con una Honda ed in seguito con una Aprilia; corre la stagione completa nei due anni successivi a bordo anche di una Yamaha e ottenendo il suo miglior risultato nel 2003, il sedicesimo posto in classifica.
In seguito correrà il campionato francese di Superbike, giungendo secondo nel 2008. Nel 2009 partecipa al Gran Premio degli Stati Uniti nel campionato mondiale Superbike con una Yamaha YZF-R1 del team Yamaha France GMT 94 IPONE, senza realizzare punti.
Vince il titolo di campione Francese della categoria Superbike nel 2010, mentre la stagione successiva è secondo. Nel 2012 si sposta nel campionato tedesco Superbike con una BMW S1000 RR del team Alpha Technik - Van Zon, laureandosi campione con 258 punti, riuscendo a vincere 3 gare e ad ottenere in stagione anche 7 posizionamenti a podio, 1 pole position e 2 giri veloci. Nelle annate successive e fino al ritiro dalle competizioni si dedica alle gare di durata vincendo l'edizione 2022 del Bol d'Or.

## Risultati in gara

### Motomondiale
| 2000 | Classe | Moto   |  |  |  |  |    |  |  |  |  |  |  |  |  |  |  |  |  | Punti | Pos. |
| ---- | ------ | ------ |  |  |  |  | -- |  |  |  |  |  |  |  |  |  |  |  |  | ----- | ---- |
| 2000 | 125    | Yamaha |  |  |  |  | 20 |  |  |  |  |  |  |  |  |  |  |  |  | 0     |      |

| 2001 | Classe | Moto   |  |  |  |    |  |  |  |  |  |  |  |  |  |  |  |  |  | Punti | Pos. |
| ---- | ------ | ------ |  |  |  | -- |  |  |  |  |  |  |  |  |  |  |  |  |  | ----- | ---- |
| 2001 | 125    | Yamaha |  |  |  | 24 |  |  |  |  |  |  |  |  |  |  |  |  |  | 0     |      |

| 2002 | Classe | Moto            |  |  |  |    |  |  |  |  |  |    |    |    |    |     |     |    |  | Punti | Pos. |
| ---- | ------ | --------------- |  |  |  | -- |  |  |  |  |  | -- | -- | -- | -- | --- | --- | -- |  | ----- | ---- |
| 2002 | 250    | Honda e Aprilia |  |  |  | 20 |  |  |  |  |  | 16 | 12 | 13 | 23 | Rit | Rit | 20 |  | 7     | 28º  |

| 2003 | Classe | Moto    |    |    |     |    |    |    |   |     |    |     |    |    |    |     |   |     |  | Punti | Pos. |
| ---- | ------ | ------- | -- | -- | --- | -- | -- | -- | - | --- | -- | --- | -- | -- | -- | --- | - | --- |  | ----- | ---- |
| 2003 | 250    | Aprilia | 12 | 17 | Rit | 17 | 17 | 14 | 7 | Rit | 14 | Rit | 16 | 12 | 17 | Rit | 7 | Rit |  | 30    | 16º  |

| 2004 | Classe | Moto             |    |  |    |     |    |     |    |    |     |     |    |    |    |     |    |    |  | Punti | Pos. |
| ---- | ------ | ---------------- | -- |  | -- | --- | -- | --- | -- | -- | --- | --- | -- | -- | -- | --- | -- | -- |  | ----- | ---- |
| 2004 | 250    | Yamaha e Aprilia | 20 |  | 18 | Rit | 17 | Rit | 17 | 19 | Rit | Rit | 21 | 22 | 12 | Rit | SQ | NP |  | 4     | 29º  |

| 2005 | Classe | Moto                    |  |  |  |    |  |    |  |    |  |  |  |  |    |     |     |    |     | Punti | Pos. |
| ---- | ------ | ----------------------- |  |  |  | -- |  | -- |  | -- |  |  |  |  | -- | --- | --- | -- | --- | ----- | ---- |
| 2005 | 250    | Aprilia, Honda e Yamaha |  |  |  | 20 |  | 13 |  | NE |  |  |  |  | 16 | Rit | Rit | 19 | Rit | 3     | 27º  |

| Legenda | 1º posto        | 2º posto            | 3º posto            | A punti      | Senza punti        | Grassetto – Pole position Corsivo – Giro più veloce |
| Legenda | Gara non valida | Non qual./Non part. | Ritirato/Non class. | Squalificato | '-' Dato non disp. | Grassetto – Pole position Corsivo – Giro più veloce |

### Campionato mondiale Superbike
| 2009 | Moto   |  |  |  |  |  |  |  |  |  |  |  |  |    |     |  |  |  |  |  |  |  |  |  |  |  |  |  |  | Punti | Pos. |
| ---- | ------ |  |  |  |  |  |  |  |  |  |  |  |  | -- | --- |  |  |  |  |  |  |  |  |  |  |  |  |  |  | ----- | ---- |
| 2009 | Yamaha |  |  |  |  |  |  |  |  |  |  |  |  | 22 | Rit |  |  |  |  |  |  |  |  |  |  |  |  |  |  | 0     |      |

| Legenda | 1º posto        | 2º posto            | 3º posto           | A punti      | Senza punti        | Grassetto – Pole position Corsivo – Giro più veloce |
| Legenda | Gara non valida | Non qual./Non part. | Ritirato/Non class | Squalificato | '-' Dato non disp. | Grassetto – Pole position Corsivo – Giro più veloce |